# Luxemburg, Iowa
Luxemburg är en ort i Dubuque County i Iowa. Vid 2010 års folkräkning hade Luxemburg 240 invånare.